# Ramiro López (calciatore)
Ramiro Andrés López (Wilde, 31 ottobre 1984) è un calciatore argentino, centrocampista svincolato.

## Caratteristiche tecniche
È un trequartista.